# Carlos Rivas (taekwondo, 1990)
Carlos Rivas (13 de octubre de 1990) es un deportista venezolano que compite en taekwondo. Ganó una medalla de plata en los Juegos Panamericanos de 2015, y una medalla de oro en el Campeonato Panamericano de Taekwondo de 2016.

## Palmarés internacional
| Juegos Panamericanos    | Juegos Panamericanos | Juegos Panamericanos | Juegos Panamericanos |
| Año                     | Lugar                | Medalla              | Categoría            |
| ----------------------- | -------------------- | -------------------- | -------------------- |
| 2015                    | Toronto (Canadá)     | Medalla de plata     | +80 kg               |
| Campeonato Panamericano |                      |                      |                      |
| Año                     | Lugar                | Medalla              | Categoría            |
| 2016                    | Querétaro (México)   | Medalla de oro       | –87 kg               |